# Sepp Bradl
Sepp Bradl   (Wasserburg am Inn, 8 de gener de 1918 - Mühlbach am Hochkönig, 3 de març de 1982) fou un saltador d'esquí austríac que va competir durant les dècades de 1930, 1940 i 1950.
Durant la seva carrera esportiva va prendre part en tres edicions dels Jocs Olímpics d'Hivern, el 1936, 1952 i 1956, però en cap de les participacions va aconseguir finalitzar entre els deu primers en les proves que disputà. El 1952 fou l'encarregat de dur l'abanderat durant la cerimònia inaugural dels Jocs.
El 15 de març de 1936 fou el primer home de la història en fer un salt amb esquís de més de cent metres, en saltar 101,5 metres al trampolí de Planica, Regne de Iugoslàvia. El 15 de març de 1938 va establir un nou rècord mundial en saltar 107 metres. Després de la Segona Guerra Mundial va ser empresonat al camp de Glasenbach i no se li va permetre disputar els Jocs Olímpics de 1948 perquè havia estat membre de l'organització paramilitar nazi Sturmabteilung.
En el seu palmarès destaca una medalla d'or al Campionat del Món de 1939, competint sota bandera alemanya després de l'Anschluss del 12 de març de 1938, la victòria a la general del Torneig dels Quatre Trampolins de 1952-53, primera edició d'aquest torneig i set campionats nacionals austríacs i dos d'alemanys.
Una vegada retirat es va convertir en entrenador de salts d'esquí, entrenant les seleccions d'Alemanya i Àustria.